# Chevillon (Yonne)
Chevillon è un comune francese di 316 abitanti situato nel dipartimento della Yonne nella regione della Borgogna-Franca Contea.

## Società

### Evoluzione demografica
Abitanti censiti